# Saint-Mary Cayon
Pour les articles homonymes, voir Saint-Mary et Cayon (homonymie).
Saint-Mary Cayon est l'une des quatorze paroisses de Saint-Christophe-et-Niévès. Elle est située sur l'île Saint-Christophe.

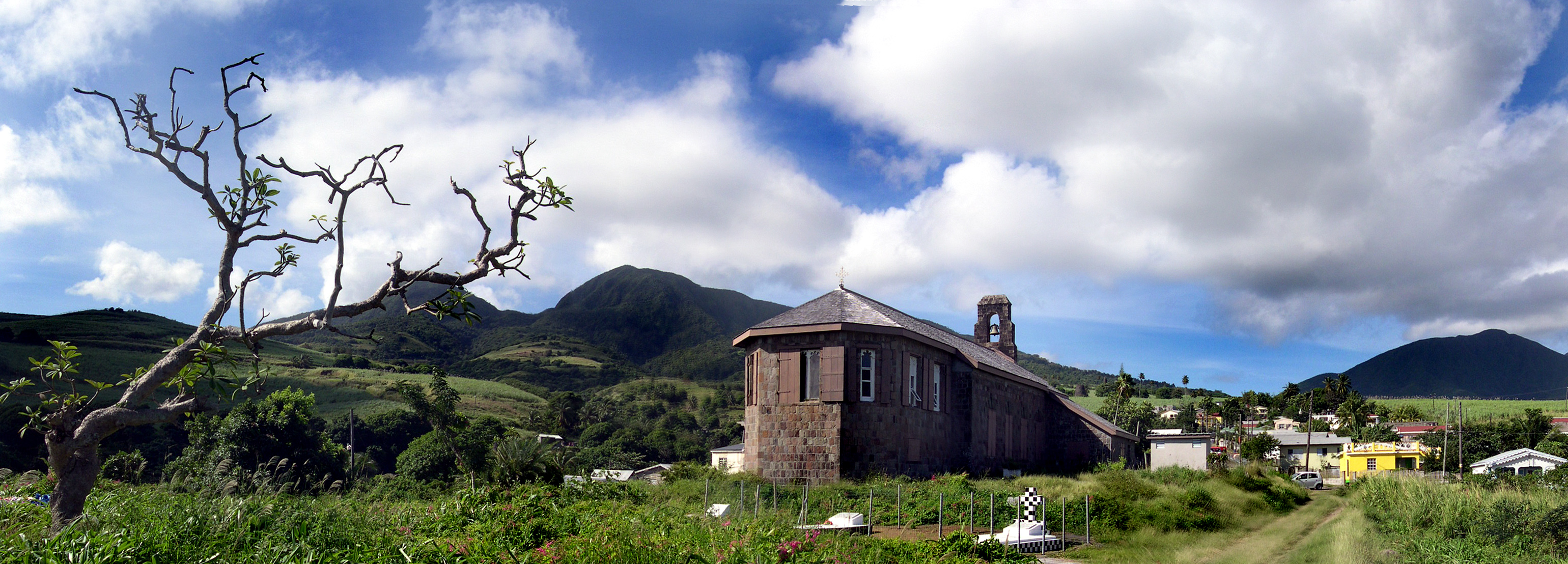
Église Sainte-Marie, Cayon